# Josef Steinbach
Josef Steinbach (Horšov, 21 marzo 1879 – Vienna, 15 gennaio 1937) è stato un tiratore di fune e sollevatore austriaco.

## Biografia
Ha partecipato ai Giochi olimpici intermedi di Atene del 1906, dove ha gareggiato nelle gare di sollevamento pesi, vincendo la medaglia d'oro nel sollevamento ad una mano e la medaglia d'argento nel sollevamento con due mani. 
Nella stessa edizione ha partecipato alla gara di tiro alla fune con la squadra austriaca, che si è piazzata al quarto posto (su quattro squadre partecipanti).
Partecipò inoltre a tre edizioni dei campionati mondiali di sollevamento pesi: a Vienna nel 1904, Berlino e Duisburg nel 1905, dove si classificò al primo posto.

## Palmarès
In carriera ha conseguito i seguenti risultati:
- Giochi olimpici

Atene 1906: oro nel sollevamento pesi con una mano ed argento nel sollevamento pesi con due mani.